# Jean-Noël Pancrazi

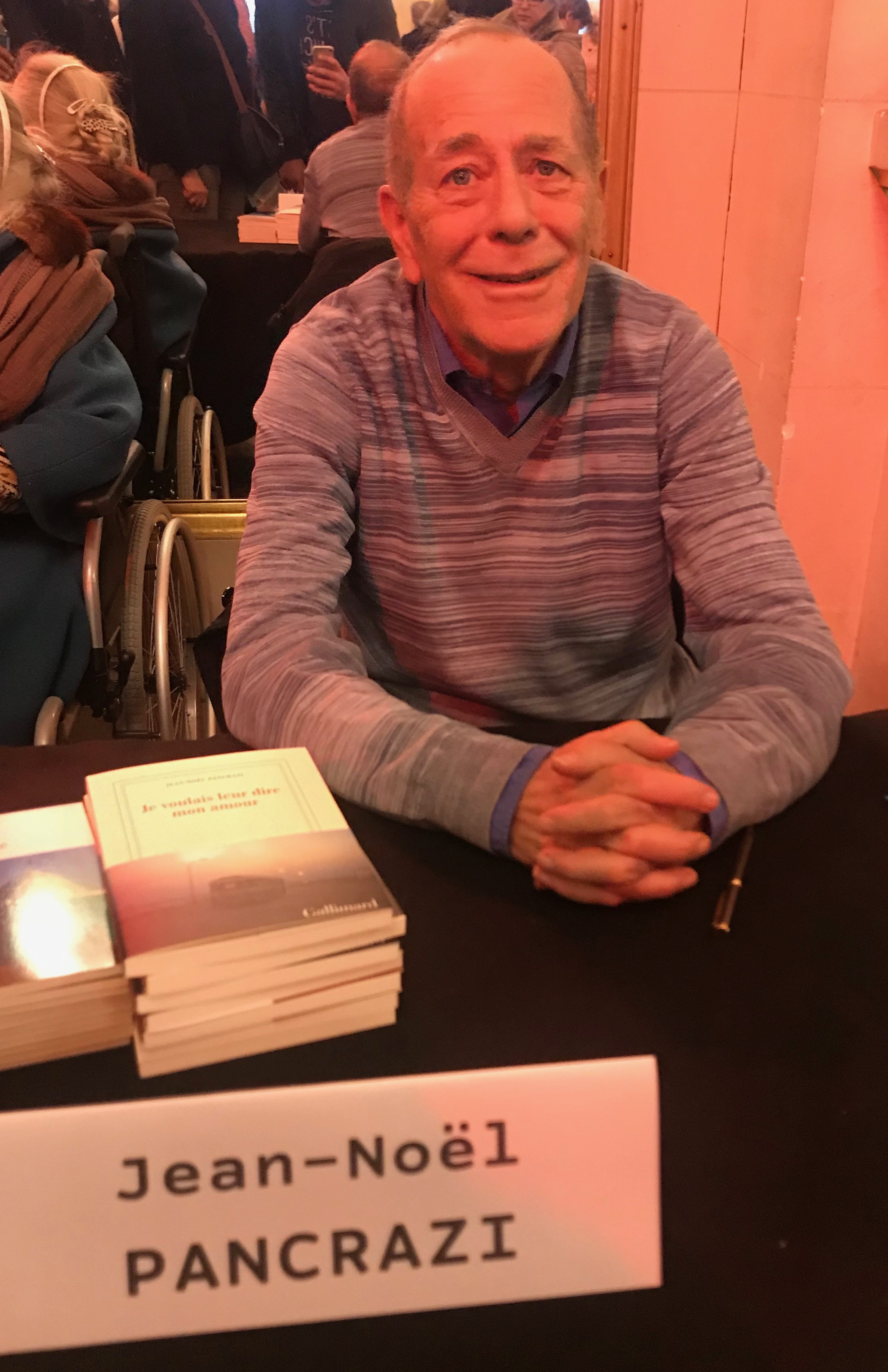
Jean-Noël Pancrazi

Jean-Noël Pancrazi (geboren am 28. April 1949 in Sétif, damals französische Kolonie, heute Algerien) ist ein französischer Schriftsteller.

## Leben

### Jugend
Jean-Noël Pancrazi verbrachte die ersten zehn Jahre seines Lebens mit seinen Eltern und seiner Schwester in Algerien. Seine Kindheit und der Algerienkrieg prägten sein späteres Werk.
Er kam 1962 nach Frankreich und besuchte eine weiterführende Schule in Perpignan, der Heimatstadt seiner Mutter. Nach seinem Umzug nach Paris bereitete er sich am Lycée Louis-le-Grand auf das Abitur vor, um anschließend Literatur an der Sorbonne zu studieren. Im Jahr 1972 bestand er die Agrégation (Zulassungsprüfung für die oberen Posten in Schulen der Sekundarstufe) in moderner Literatur („lettres modernes“). Im darauffolgenden Jahr erschien sein erstes Werk, ein Essay über Stéphane Mallarmé. In den 1970er Jahren arbeitete er als Französischlehrer an einem Lycée in
Massy.

### Literarische Karriere
Sein erster Roman, La Mémoire brûlée, erschien 1979 bei Éditions du Seuil. Es folgten Lalibela ou la mort nomade (1981), L'Heure des adieux (1985) und Le Passage des princes (1988). Sein nächstes Werk, Les Quartiers d'hiver wurde 1990 bei Gallimard veröffentlicht: die Handlung spielt im «le Vagabond», einer Schwulenbar in Paris, in den ersten Jahren der AIDS-Epidemie. Der Roman wurde mit dem prix Médicis ausgezeichnet. Pancrazi setzte seine Erforschung des Nachtlebens in Le Silence des passions (1994) fort und erhielt dafür den Prix Valery-Larbaud. In Madame Arnoul (1995) reist er zurück in seine Kindheit in Algerien, nach Batna, zu einer Zeit, als das Land vom Krieg erschüttert wird. Der Roman schildert die Freundschaft zwischen einem kleinen Jungen und einer Nachbarin aus dem Elsass, die der Erzähler als eine zweite Mutter ansieht. Dieser wird unterstellt, auf der Seite der Araber zu stehen, da sie ein algerisches Mädchen vor den Übergriffen eines französischen Militärs beschützt hat, und sie wird am Ende dafür bestraft. Das Buch wurde mit drei Preisen ausgezeichnet: dem Prix du Livre Inter, dem Prix Maurice-Genevoix und dem Prix Albert-Camus. Der Autor huldigte seinem Vater, der auf Korsika verstorben ist, in Long séjour (1998, prix Jean Freustié), und seiner Mutter in Renée Camps (2001). Diese drei Bücher bilden «eine Trilogie des Familiengedächtnisses».
In Tout est passé si vite (2003), ausgezeichnet mit dem Grand prix du roman de l'Académie française, zeichnete er das Porträt einer Schriftstellerin und Verlegerin, mit der er befreundet ist und die an Krebs leidet.
Aufenthalte in Haiti und der Dominikanischen Republik inspirierten ihn zu zwei weiteren Romanen: Les Dollars des sables (2006) und Montecristi (2009), wo er einen Umweltskandal anprangert.
In La Montagne (2012) stellt sich Jean-Noël Pancrazi einer Erinnerung, die er lange Zeit für sich behalten hatte: dem Tod von sechs befreundeten Kindern, die im Algerienkrieg in den Bergen ermordet wurden. Der Text wurde mit drei Preisen ausgezeichnet (prix Méditerranée, prix Marcel-Pagnol und prix François-Mauriac).
In Indétectable, erschienen 2014 bei Gallimard, erzählt er das Leben von Mady, einem Mann aus Mali, der seit zehn Jahren ohne Aufenthaltsstatus in Paris lebt.
Gemeinsam mit Raymond Depardon verfasste Jean-Noël Pancrazi auch Corse (2000). Für sein Gesamtwerk hat er den großen Preis der Société des gens de lettres (SGDL) erhalten.
Seit 1999 ist er Mitglied der Jury für den prix Renaudot.
Im Jahre 2013 wurde ein Dokumentarfilm über Jean-Noël Pancrazi gedreht. Er trägt den Titel Territoires Intimes (von Renaud Donche, France 3 – Corse, September 2013).
Jean-Noël Pancrazi ist Träger des Ordre national du Mérite und der Ehrenlegion.

## Werke
- Mallarmé, Essay, Hatier, 1973
- La Mémoire brûlée, Roman, Le Seuil, 1979
- Lalibela ou la mort nomade, Roman, Ramsay, 1981
- L’Heure des adieux, Roman, Le Seuil, 1985
- Le Passage des princes, Roman, Ramsay, 1988
- Les Quartiers d'hiver, Roman, Gallimard, 1990, prix Médicis
- Le Silence des passions, Roman, Gallimard, 1994, prix Valery-Larbaud, deutsch unter dem Titel Eine Zärtlichkeit für das Leben. Aus dem Französischen von Claudia Denzler, Klett-Cotta, Stuttgart 1995, ISBN 3-608-93375-1.
- Madame Arnoul, Erzählung, Gallimard, 1995, prix Maurice-Genevoix, prix Albert-Camus, prix du Livre Inter, deutsch unter dem Titel Madame Arnoul. Aus dem Französischen von Joachim Kalka, Klett-Cotta, Stuttgart 1996, ISBN 3-608-93398-0.
- Long séjour, Erzählung, Gallimard, 1998, prix Jean-Freustié 1998[15].
- Corse (Le Seuil, 2000) in Zusammenarbeit mit dem Fotografen Raymond Depardon: Texte über Korsika und den Vater des Autors (Fortsetzung von Long séjour).
- Renée Camps, Erzählung, Gallimard, 2001
- Tout est passé si vite, Roman, Gallimard, 2003, grand prix du roman de l'Académie française
- Les Dollars des sables, Roman, Gallimard, 2006, als Kinofilm (2015) umgesetzt von Laura Amelia Guzmán und Israel Cárdenas, mit der amerikanischen Schauspielerin Geraldine Chaplin
- Montecristi, Roman, Gallimard, 2009
- La Montagne, Erzählung, Gallimard, 2012, prix Marcel-Pagnol, prix Méditerranée[16], Prix François Mauriac
- Indétectable, Roman, Gallimard, 2014

## Auszeichnungen
- Prix Médicis für Les Quartiers d'hiver, Roman, Paris, Gallimard, 1990
- Prix Valery-Larbaud für Le Silence des passions, Roman, Paris, Gallimard, 1994
- Prix du Livre Inter, Prix Maurice-Genevoix, und Prix Albert-Camus für Madame Arnoul, Roman, Paris, Gallimard, 1995
- Prix Jean-Freustié für Long séjour, Erzählung, Paris, Gallimard, 1998
- Grand prix du roman de l’Académie française für Tout est passé si vite, Roman, Paris, Gallimard, 2003
- Prix Marcel-Pagnol, Prix Méditerranée, Prix François Mauriac für La Montagne, Erzählung, Paris, Gallimard, 2012
- Grand Prix de la Société des Gens de Lettres für das Gesamtwerk, Paris, 2009
- Chevalier dans l'Ordre national du Mérite, Frankreich, 2006
- Chevalier de la Légion d’honneur, Frankreich, 2013
- Mitglied der Jury für den Prix Renaudot seit 1999